# Попис становништва 1921. у Краљевини СХС
Попис становништва из 1921. године био је први попис становништва у Краљевини Срба, Хрвата и Словенаца. Спроведен је 31. јануара 1921. године, а резултати пописа су објављивани сукцесивно, у периоду од 1924. до 1932. године.
Пописом су биле обухваћене разне демографске категорије, укључујући податке о вероисповести и матерњем језику. Међутим, приликом прикупљања и обраде података о матерњем језику, извршена су разна спајања. Тако су говорници сродних језика, српског и хрватског, сврстани у заједничку категорију, а исто је учињено и са говорницима русинског и малоруског (украјинског), који су такође сврстани у заједничку категорију. О размерама поменуте појаве најсликовитије сведочи чињеница да су говорници два сродна, али неспорно различита језика, чешког и словачког, такође сврстани у заједничку категорију за потпуно фиктивни "чехословачки" језик, који је као такав постојао само у интегралистичким (антисловачким) плановима чешког руководства новостворене Чехословачке. Пошто је та држава била блиска савезница Краљевине СХС, београдске државне власти су одлучиле да политику савезничке државе подрже и примене у сопственом попису, остављајући тиме сведочанство о размерама политичког уплива на спровођење овог пописа.
Поред таквих и сличних, политички мотивисаних захвата, који су онемогућили добијање прецизних података о говорницима појединих језика, највећим недостатком овог пописа сматра се одлука државних власти да се из пописа изостави прикупљање података о етничкој припадности. Тиме је постављена основа за настанак различитих тумачења, а затим и спорова који су настали поводом покушаја да се до слике о етничкој структури становништва дође путем укрштања података о вероисповести и матерњем језику.

## Попис

### Матерњи језик
Структура становништва Краљевине СХС по матерњем језику:
| \| Заступљеност по матерњем језику‍ \| Заступљеност по матерњем језику‍ \| Заступљеност по матерњем језику‍ \| Заступљеност по матерњем језику‍ \| Заступљеност по матерњем језику‍ \| \| ------------------------------- \| ------------------------------- \| ------------------------------- \| ------------------------------- \| ------------------------------- \| \| \| \| \| \| \| \| српски/хрватски \| српски/хрватски \| \| 8.218.000 \| 74,36% \| \| словеначки \| словеначки \| \| 1.019.997 \| 8,51% \| \| немачки \| немачки \| \| 505.790 \| 4,22% \| \| мађарски \| мађарски \| \| 467.658 \| 3,90% \| \| албански \| албански \| \| 439.657 \| 3,67% \| \| румунски \| румунски \| \| 231.068 \| 1,93% \| \| турски \| турски \| \| 150.322 \| 1,26% \| \| чешки/словачки \| чешки/словачки \| \| 115.532 \| 0,96% \| \| русински \| русински \| \| 25.615 \| 0,21% \| \| руски \| руски \| \| 20.568 \| 0,17% \| \| пољски \| пољски \| \| 14.764 \| 0,12% \| \| италијански \| италијански \| \| 12.553 \| 0,11% \| \| осталих и непознато \| осталих и непознато \| \| 69.878 \| 0,58% \| |                     |  |           |        |
| Заступљеност по матерњем језику‍ |                     |  |           |        |
| |                     |  |           |        |
| српски/хрватски | српски/хрватски     |  | 8.218.000 | 74,36% |
| словеначки | словеначки          |  | 1.019.997 | 8,51%  |
| немачки | немачки             |  | 505.790   | 4,22%  |
| мађарски | мађарски            |  | 467.658   | 3,90%  |
| албански | албански            |  | 439.657   | 3,67%  |
| румунски | румунски            |  | 231.068   | 1,93%  |
| турски | турски              |  | 150.322   | 1,26%  |
| чешки/словачки | чешки/словачки      |  | 115.532   | 0,96%  |
| русински | русински            |  | 25.615    | 0,21%  |
| руски | руски               |  | 20.568    | 0,17%  |
| пољски | пољски              |  | 14.764    | 0,12%  |
| италијански | италијански         |  | 12.553    | 0,11%  |
| осталих и непознато | осталих и непознато |  | 69.878    | 0,58%  |

- Срби: 4.791.000; Хрвати: 3.427.000

### Вјероисповијест
Структура становништва Краљевине СХС према вјероисповијести:

| \| Заступљеност по вјерском опредјељењу‍ \| Заступљеност по вјерском опредјељењу‍ \| Заступљеност по вјерском опредјељењу‍ \| Заступљеност по вјерском опредјељењу‍ \| Заступљеност по вјерском опредјељењу‍ \| \| ------------------------------------ \| ------------------------------------ \| ------------------------------------ \| ------------------------------------ \| ------------------------------------ \| \| \| \| \| \| \| \| православна \| православна \| \| 5.593.057 \| 46,67% \| \| римокатоличка \| римокатоличка \| \| 4.708.657 \| 39,29% \| \| исламска \| исламска \| \| 1.345.271 \| 11,22% \| \| евангелистичка \| евангелистичка \| \| 229.517 \| 1,91% \| \| без конфесије \| без конфесије \| \| 1.381 \| 0,01% \| \| остале (гркокатоличка, јеврејска...) \| остале (гркокатоличка, јеврејска...) \| \| 107.028 \| 0,89% \| |                                      |  |           |        |
| Заступљеност по вјерском опредјељењу‍ |                                      |  |           |        |
| |                                      |  |           |        |
| православна | православна                          |  | 5.593.057 | 46,67% |
| римокатоличка | римокатоличка                        |  | 4.708.657 | 39,29% |
| исламска | исламска                             |  | 1.345.271 | 11,22% |
| евангелистичка | евангелистичка                       |  | 229.517   | 1,91%  |
| без конфесије | без конфесије                        |  | 1.381     | 0,01%  |
| остале (гркокатоличка, јеврејска...) | остале (гркокатоличка, јеврејска...) |  | 107.028   | 0,89%  |

- Верска карта покрајине Босне и Херцеговине по котарима
- Верска карта покрајине Босне и Херцеговине по котарима (и котарским испоставама)

### Остало
У Београду је пописано 110.319 становника, без предграђа, у којима је могло бити још око 20.000 становника.